# L'Épouvante
Pour plus de détails, voir Fiche technique et Distribution.
L'Épouvante ou Le Coucher d'une étoile est un court métrage muet français réalisé par Albert Capellani, sorti en 1911.

## Fiche technique
- Titre : L'Épouvante
- Titre alternatif : Le Coucher d'une étoile
- Réalisation : Albert Capellani
- Scénario : Pierre Decourcelle
- Photographie :
- Montage :
- Producteur :
- Société de production : Société cinématographique des auteurs et gens de lettres (S.C.A.G.L.)
- Société de distribution :  Pathé Frères
- Pays d'origine :  France
- Langue : film muet avec les intertitres en français
- Format : Noir et blanc — 35 mm — 1,33:1 —  Muet
- Genre : Film dramatique
- Métrage : 255 mètres
- Durée : 7 minutes 50
- Dates de sortie :
  -  France : 12 mai 1911

## Distribution
- Mistinguett : la danseuse
- Émile Mylo : le cambrioleur
- Paul Capellani
- Jean Dax
- Gaston Sainrat
- Léa Frey
- Paul Polthy
- Sylves
- Ternois
- Faivre
- Sémery
- Foucher
- Faivre fils
- Dumas
- Eygen
- Desgrez